# Tamara Geva
Tamara Levkievna Geva, nata Ževeržeeva (Жеверже́ева) (in russo Тама́ра Левки́евна Гева?; San Pietroburgo, 17 marzo 1907 – New York, 9 dicembre 1997), è stata un'attrice, ballerina e coreografa russa con cittadinanza statunitense, maggiormente nota per le sue interpretazioni ne Ein Sommernachtstraum (1925), Voglio essere più amata (1942) e Night Plane from Chungking (1943). Fu la prima moglie di George Balanchine.

## Biografia
Nasce a San Pietroburgo sotto il nome di Tamara Ževeržeeva. Cresce in una grande villa del diciottesimo secolo e studia danza sin da piccola. Frequenta la scuola di danza Kirov a Leningrado, prendendo anche lezioni private. Alla scuola di danza del Balletto Mariinskij conosce George Balanchine e lo sposa nel 1923, a 16 anni. Successivamente, la coppia entra nei Balletti russi di Sergej Djagilev dove Geva non è soddisfatta delle limitate possibilità nella compagnia: decide di unirsi alla compagnia di Nikita Balieff, la Chauve-Souris, che si esibisce a New York nel 1927. Dopo il divorzio da Balanchine, avvenuto nel 1926, sposa gli attori statunitensi Karp Davidoff (nato Garabed Tavitjan; 1897-1982) e John Emery (1905-1964), pur non avendo figli. A Broadway ottiene successo e resta a vivere a New York, recitando sia a teatro sia in alcune pellicole cinematografiche.
Nel 1972 pubblica la sua autobiografia, Split Seconds. Muore a 90 anni nella sua casa di Manhattan.

## Opere
- Split Seconds: a Remembrance, Limelight Editions, 1972.